# Чистоганова Алла Євгенівна
Алла Євгенівна Чистоганова (нар. 8 березня 1924, Єлизаветград — пом. ?) — українська радянська художниця кераміки; член Спілки радянських художників України.

## Біографія
Народилася 8 березня 1924 року у місті Єлизаветграді (нині Кропивницький, Україна). Упродовж 1947—1953 років навчалася на графічному та керамічному відділах у Львівського інституту прикладного та лекоративного мистецтва. Її педагогами були зокрема Михайло Бєляєв, Тарас Порожняк. Дипломна робота — декоративна ваза.
Жила у Львові, в будинку на вулиці Маяковського, № 30, квартира № 6.

## Творчість
Працювала в галузі декоративного мистецтва (художня кераміка). Серед робіт порцелянові сувеніри, виконані в майоліці та кам'яній масі вази, куманці, посуд, зокрема:
- «Вазочка з півниками» (1960);
- керамічний прибор «Львів» (1963);
- декоративна тарілка «Село… і серце одпочине» (1964);
- прибор для молока «Гуцули з топірцями» (1966);
- прибор для пиття (1967).

Брала участь у республіканських виставках з 1963 року, всесоюзних — з 1957 року, зарубіжних — з 1967 року.
Роботи зберігаються у Національному музеї українського народного декоративного мистецтва у Києві, Музеї етнографії та художнього промислу у Львові.